# Olmecazomus cruzlopezi
Espèce
Synonymes
- Olmeca cruzlopezi Monjaraz-Ruedas & Francke, 2017

Olmecazomus cruzlopezi est une espèce de schizomides de la famille des Hubbardiidae.

## Distribution
Cette espèce est endémique du Chiapas au Mexique. Elle se rencontre vers Ocozocoautla de Espinosa et Berriozábal.

## Description
Le mâle holotype mesure 5,60 mm, les mâles mesurent de 4,16 à 5,60 mm et les femelles de 5,12 à 5,20 mm.

## Étymologie
Cette espèce est nommée en l'honneur de Jesús Alberto Cruz López.

## Publication originale
- Monjaraz-Ruedas & Francke, 2017 : A new genus of schizomids (Arachnida: Schizomida: Hubbardiidae) from Mexico, with notes on its systematics. Systematics and Biodiversity, vol. 15, no 5, p. 399-413.